# Brokeback Mountain
Brokeback Mountain este o dramă romantică neo-Western din 2005 care arată relația afectivă și sexuală complexă dintre doi bărbați în Vestul american din 1963 până în 1983. În rolurile principale joacă Heath Ledger și Jake Gyllenhaal.

## Distribuție
- Heath Ledger în rolul lui Ennis Del Mar
- Jake Gyllenhaal în rolul lui Jack Twist
- Randy Quaid în rolul lui Joe Aguirre
- Michelle Williams în rolul lui Alma Beers Del Mar
- Anne Hathaway în rolul lui Lureen Newsome Twist
- Linda Cardellini în rolul lui Cassie Cartwright
- Anna Faris în rolul lui Lashawn Malone
- David Harbour în rolul lui Randall Malone
- Roberta Maxwell în rolul lui Mrs. Twist
- Peter McRobbie în rolul lui John Twist
- Kate Mara în rolul lui Alma Del Mar Jr.
- Scott Michael Campbell în rolul lui Monroe
- Graham Beckel în rolul lui L.D Newsome